# Tryptyk z Pokłonem Trzech Króli, Obrzezaniem i Wniebowstąpieniem Chrystusa
Tryptyk z Pokłonem Trzech Króli, Obrzezaniem i Wniebowstąpieniem Chrystusa – obraz włoskiego malarza Andrea Mantegna, namalowany ok. 1466 roku. 

## Historia obrazu
Trzy obrazy pierwotnie nie były tryptykiem, lecz stanowiły cykl osobnych malowideł stworzonych na zlecenie Ludovicia Gonzagi, prawdopodobnie dla kaplicy pałacu San Giorgo w Mantui. W późniejszym czasie obrazy znalazły się w zbiorach don Antonia de Medici. W 1827 roku trzy kwatery, w których znajdowały się obrazy połączono neorenesansową ramą tworząc tryptyk. W takiej formie dzieła przetrwały do dzisiaj. Obecnie obrazy znajdują się we Florencji w galerii Uffizi w sali Correggia. 

## Opis obrazu
Środkowa część tryptyku przedstawia na tle pokruszonych skał trzech króli Melchiora, Kacpra i Baltazara. Postacie ubrane są w kolorowe szaty. Tradycyjnie są oni w różnym wieku. Najstarszy klęczy tuż przed dzieciątkiem, starszy stoi za nim trzymając dar w ręku. Ostatni najmłodszy, klęczy z wyciągniętym darem. Za nimi znajduje się barwny orszak królewski. 
Z lewej strony znajduje się scena Wniebowstąpienia Chrystusa wznoszonego przez aniołów. Pod nim znajdują się postacie Matki Boskiej i dwunastu apostołów. Z prawej strony przedstawiono scenę obrzezania wraz z ofiarowaniem. Postacie stoją we wnętrzu pomieszczenia w stylu klasycznym, ozdobionym marmurami, z bogatą ornamentyką i reliefami w lunetach. Po lewej stronie stoi św. Józef z koszykiem z dwiema turkawkami przeznaczonymi na ofiarę zgodnie z prawem mojżeszowym. Nad postaciami Mantegna umieścił dwa reliefy ukazujące ofiarowanie Izaaka oraz Mojżesza z tablicami dziesięcioro przykazań. Takie nawiązanie do Starego Testamentu było charakterystyczne w średniowiecznych scenach. Przykładem tego może być obraz Ambrogio Lorenzetti pt. ofiarowanie Jezusa w świątyni i znajdujący się tam posąg Mojżesza.
 Obrazy przedstawione są z bogactwem szczegółów i z dużą plastycznością.
|  |  |  |